# Askan Abu Nushayr
Askan Abu Nushayr (en árabe, أسكان أبو نصير) es una ciudad en la gobernación de Amán, en Jordania. Tiene una población de 72.489 habitantes (censo de 2015). Se encuentra a 15 km al noroeste de Amán de cuya área metropolitana forma parte. 